# 夢でもし逢えたら
「夢でもし逢えたら」（ゆめでもしあえたら）は、ONCEの楽曲。2作目の配信限定シングルとして、2024年5月15日にA-Sketchからリリースされた。

## 概要
前作『Amazing Grace』から約10か月ぶりのシングルリリースとなる本作は、2024年2月に行われた東京と大阪のBillboard Live公演で初披露された楽曲である。
本作について杉本雄治は、
| 「 | 死別、失恋、大切なものを失った喪失感。それらと向き合うのはとても辛いけれど、悲しい記憶だけでなく、楽しかった事、幸せだった事を思い出させてくれるような、明日へ繋いでくれる曲にしたいと思い、ポップなサウンドに思いをのせました。この曲で一緒に笑顔になれれば嬉しいです | 」 |

とコメントしている。

## 収録内容
| #  | タイトル             | 作詞・作曲 | 編曲 | 時間 |
| -- | -------------------- | ---------- | ---- | ---- |
| 1. | 「夢でもし逢えたら」 | ONCE       | ONCE | 3:46 |